# 胥门

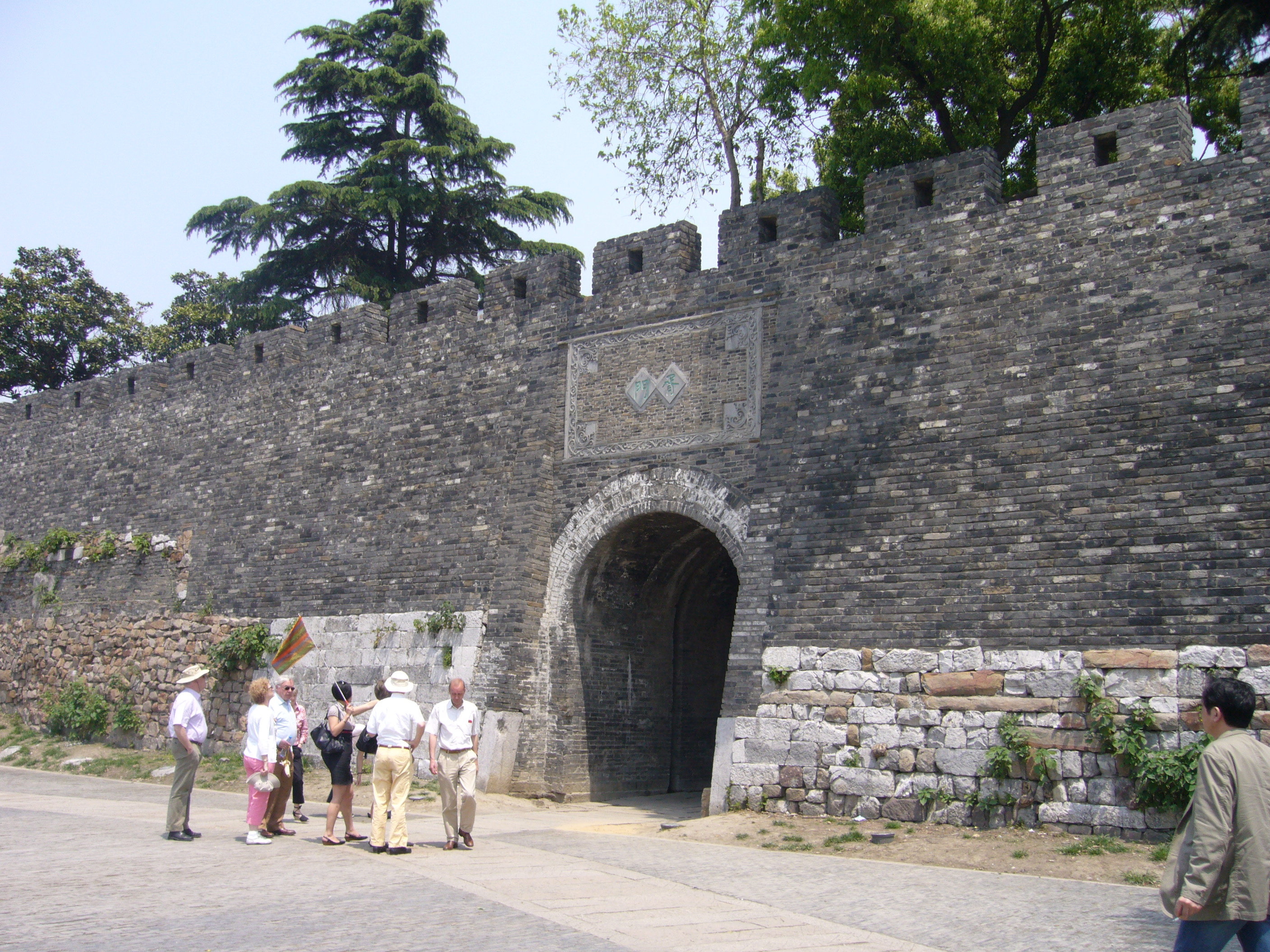

胥门，位于中国江苏省苏州市旧城西，为苏州城墙的一处城门，因遥对姑胥山（即今姑苏山）而得名。现存城门建于元至正十一年（1351年），并留存至今，为苏州仅存的几处古城门之一。1982年，胥门被列为苏州市文物保护单位；2006年，列入江苏省文物保护单位。